# دائرة بولمان
دائرة بولمان هي إحدى دوائر إقليم بولمان، التابع لجهة فاس مكناس، المملكة المغربية. تضم الدائرة 9 جماعات قروية، وبلغ عدد سكانها 49684 فرداً سنة 2004 حسب الإحصاء الرسمي للسكان والسكنى. يتبع للدائرة 25 مشيخة و150 دوار.

## التقسيمات الإداريّة
تعتبر دائرة بولمان إحدى الدوائر المشكّلة لإقليم بولمان، وهو التقسيم الإداري من المستوى الرابع المعتمد في المغرب. ينقسم إقليم بولمان إلى 17 جماعات قروية تختلف من حيث السكان والمساحة، والتي بدورها تنقسم إلى مشيخات تضم عدداً من الدواوير.